# Västra Tjuoutjajaure
Västra Tjuoutjajaure är en sjö i Kiruna kommun i Lappland och ingår i Torneälvens huvudavrinningsområde. Sjön har en area på 0,111 kvadratkilometer och ligger 620,2 meter över havet.

## Delavrinningsområde
Västra Tjuoutjajaure ingår i det delavrinningsområde (754813-166366) som SMHI kallar för Ovan VDRID = Lävasjåkka i Rautasälvens vattendrag*. Medelhöjden är 578 meter över havet och ytan är 15,05 kvadratkilometer. Räknas de 39 avrinningsområdena uppströms in blir den ackumulerade arean 890,09 kvadratkilometer. Rautasälven (Rautasätno) som avvattnar avrinningsområdet har biflödesordning 2, vilket innebär att vattnet flödar genom totalt 2 vattendrag innan det når havet efter 431 kilometer. Avrinningsområdet består mestadels av skog (66 procent) och kalfjäll (18 procent). Avrinningsområdet har 0,61 kvadratkilometer vattenytor vilket ger det en sjöprocent på 4,1 procent.